# خلط العملات المعماة
خلط العملات المشفرة (بالإنجليزية: cryptocurrency mixing) أو بهلوانات العملات المشفرة (بالإنجليزية: cryptocurrency tumbler) هي خدمة تقوم بمزج كمية معينة من العملات المشفرة في تجمعات خاصة قبل نقلها إلى أجهزة الاستقبال المخصصة لها، وذلك لإخفاء مسار العودة إلى المصدر الأصلي. يعتبر خلط العملات المعدنية أمراً مشابهاً لغسيل الأموال، فإن مجرد انخراط شخص ما في خلط العملات الرقمية لا يعني أنه يرتكب جريمة، فهذا يعني ببساطة أنه يريد زيادة خصوصية معاملاته بالعملات المشفرة.

## مبدأ العمل
يتم ذلك عادةً الخلط عن طريق تجميع أموال المصدر معًا من مدخلات متعددة لفترة زمنية كبيرة وعشوائية، ثم إعادة إخراجها إلى عناوين أخرى، لأن جميع الأموال التي يتم تجميعها معًا ثم توزيعها في أوقات عشوائية من الصعب جدًا تتبعها بدقة، نشأت عمليات الخلط من اجل إخفاء الهوية للعملات المشفرة، وعادةً ما تكون عملية الخلط على عملة البيتكوين، ان الهدف من عدم الكشف عن هويته، لانه قد يستخدم الخلط في غسيل الأموال.
يأخذ الخلط نسبة من رسوم المعاملات من إجمالي العملات المختلطة لجني الأرباح، وعادة ما تكون 1–3٪. يساعد الخلط في حماية الخصوصية، ويمكن استخدامه في غسيل الأموال، قد يكون خلط مبالغ كبيرة من المال غير قانوني، اقترح جيفري روبنسون أنه يجب تجريم الخلط بسبب استخدامها المحتمل في أنشطة غير قانونية، وتحديداً تمويل الإرهاب، ومع ذلك يشير تقرير صادر عن مركز مكافحة الإرهاب إلى أن مثل هذا الاستخدام في الأنشطة المتعلقة بالإرهاب «محدود نسبيًا». أدى وجود هذه الخدمة إلى تسهيل الاستخدام المجهول لأسواق الشبكة المظلمة.
يتمثل مفهوم البهلوانات أو الخلاطات المشفرة في التجارة عبر «الصندوق الأسود» الذي يخفيها، وتعد بهلوانات البتكوين (Bitcoin tumblers) وخلاطات البتكوين (Bitcoin mixers) طريقتين بديلتين لتشويش البلوكشين وإخفاء آثار البتكوين المنقولة، وعلى الرغم أن كلاهما ينجز نفس الشيء، فإن بهلوان البتكوين مُخصص للأشخاص الذين يرغبون في الوثوق بطرف ثالث، في حين أن خلاط البتكوين مخصص للأشخاص الذين لا يثقون بأي شخص. على سبيل المثال مستكشف البتكوين الذي يتتبع جميع صفقات البيتكوين، سيُظهر أن الشخص «أ» قام بنقل البيتكوين إلى الخلاط وأن الشخص «ب» تلقى البتكوين من الخلاط، وبهذه الطريقة لا أحد يعرف من أرسل البيتكوين ولمن.

## الأنواع
- تورنادو كاش
- خلاط كربتو
- بلندر آيو
- خلاط فوكس
- ميكستم آيو
- خلاط شب
- خلاط بت آيو

## غسيل الأموال
في ديسمبر 2013 تم استخدام الخلط من قبل شركة «بيتكوين فوغ» لغسل 96000 من بيتكوين وفي فبراير 2015 تمت سرقة 7,170 بيتكوين من البورصة الصينية (بتري دوت كوم) وتم خلطها. ثم بعدها في فبراير 2020 تم توجيه الاتهام إلى مشغل الخلط للعملة المشفرة بتهمة «التآمر لغسيل الأموال، وتشغيل أموال غير مرخصة لنقل الأعمال وإجراء تحويل الأموال دون ترخيص قانوني».
في أبريل 2021 ألقت السلطات الفيدرالية الأمريكية القبض على مؤسس بيتكوين فوغ، وهو رجل روسي سويدي يُدعى رومان ستيرلينغوف، بتهمة غسل الأموال وإدارة أعمال غير مرخصة لنقل الأموال وتحويل الأموال دون ترخيص في مقاطعة كولومبيا، زُعم أنه خلال 10 سنوات من التشغيل، قامت شركته بغسل أكثر من 1.2 مليون بيتكوين بقيمة تقارب 335 مليون دولار. في 30 يونيو 2022 تم سرقة عملات مشفرة بقيمة 100 مليون دولار.

## القانونية
يعتبر استخدام الخلاطات لإخفاء المعاملات المشفرة سلوكاً إجرامياً، وفقاً لما قاله مساعد المدعي العام للولايات المتحدة السابق بريان بينكزكوفسكي، لأن بعض الشركات أو الاشخاص والجهات التي تعمل على استخدامها في عمليات غسيل الأموال، وتمويل الإرهاب، وايضا في عمليات الدفع المرتبطة بتجارة المخدرات والأسلحة.